# 流行文化博物館

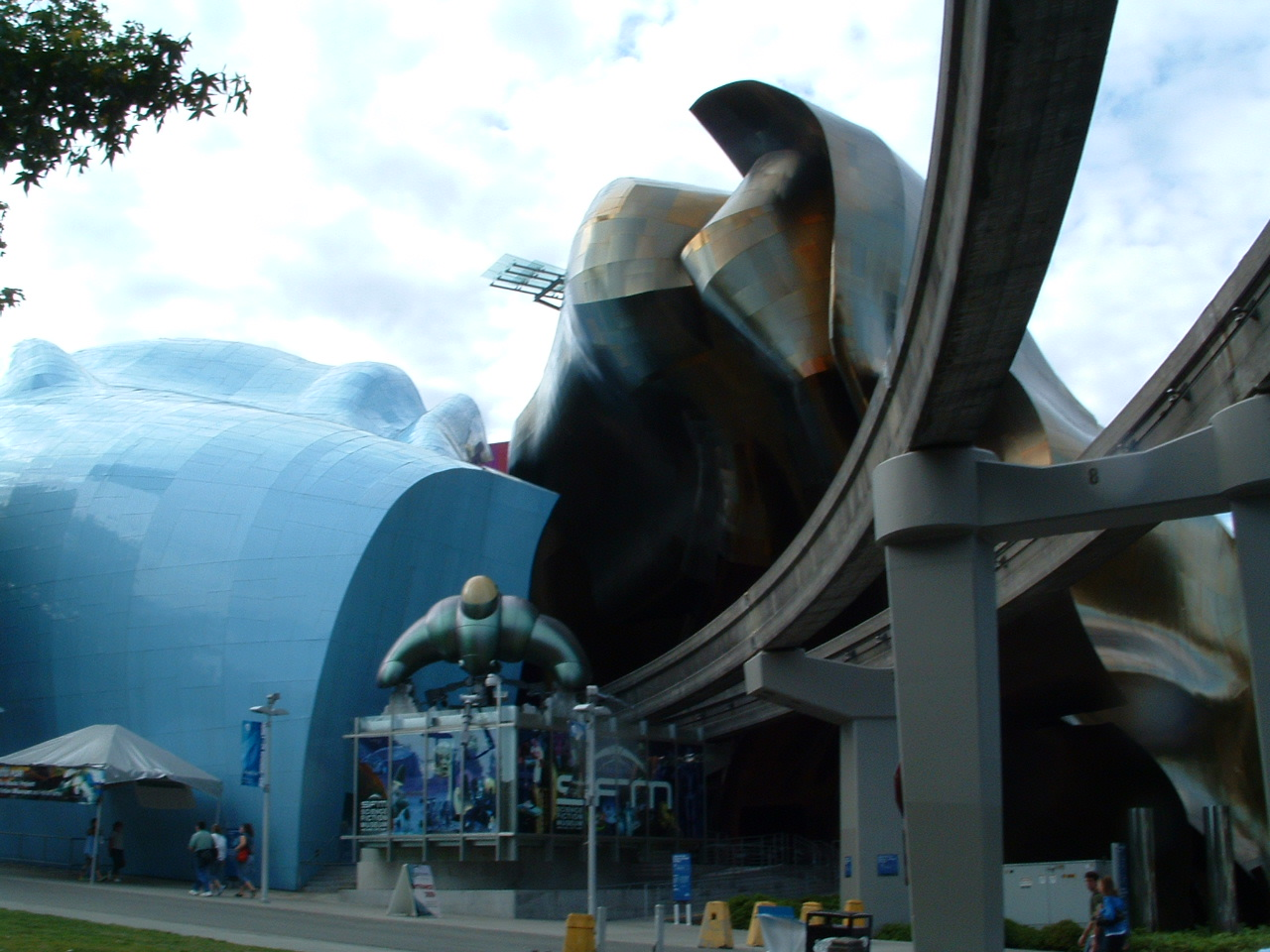
西雅圖中心捷運穿過博物館的軌道

流行文化博物館（英語：Museum of Pop Culture，MoPOP），是一座位於華盛頓州西雅圖致力於流行音樂、科幻小說和流行文化的歷史記錄和探索的博物館。於2000年由微軟共同創辦人保羅·艾倫創立。最早命名為音樂體驗科幻博物館與搖滾名人堂(EMP|SFM)，其後改名為EMP博物館，於2016年11月再度變更為目前使用的名稱。本建築的設計師為法蘭克·蓋瑞，和太空針塔相鄰，西雅圖中心捷運還貫穿本建築。

## 外部連結
- 流行文化博物館官方網站 （页面存档备份，存于）

47°37′17″N 122°20′55″W / 47.6215°N 122.3486°W